# Коломойський Григорій Ігорович
Григо́рій І́горович Коломо́йський (27 січня 1999 , Женева ) — український баскетболіст, розігруючий захисник в баскетбольному клубі «Дніпро». Син українського олігарха Ігоря Коломойського.

## Біографія
Народився 27 січня 1999 року в Женеві. Батько — український олігарх Ігор Коломойський, мати — Ірина Коломойська; є старша сестра Анжеліка. З дитинства займався баскетболом. З літа 2018 року навчався в Клівлендському університеті за спеціальністю «спортивний менеджмент», де грав в університетські команді. Григорій зрідка з'являвся на майданчику на одну-дві хвилини, результативними діями не відзначившись.
У лютому 2019 року уклав контракт з клубом вищого дивізіону чемпіонату Ізраїлю з баскетболу «Маккабі» з Рішон-ле-Ціону. За півроку на майданчику провів сумарно 11 хвилин у трьох іграх, зробивши один підбір і один невдалий кидок по кільцю. В профілі на сайті ізраїльського клубу у Григорія Коломойського було зазначено швейцарське й ізраїльське громадянство.
16 травня 2019 року, після обрання Зеленського президентом, Ігор Коломойський, який майже два роки не з'являвся в Україні через загрози кримінального переслідування, повернувся до України. У вересні 2019 року стало відомо, що Григорій підписав контракт із клубом «Дніпро», що належить його батькові і який виступає у Суперлізі України. На сайті клубу та Федерації баскетболу України Коломойський вказаний як гравець з українським громадянством.
У Суперлізі дебютував 6 жовтня 2019 року у виїзній грі проти «Черкаських Мавп». Матч закінчився перемогою дніпровського клубу, а Коломойський провів на майданчику 3 хвилини 39 секунд, відзначившись підбором і успішним триочковим кидком. За підсумками сезону 2019/2020 Григорій Коломойський у складі клубу став чемпіоном України, зігравши 17 ігор, в середньому за матч набираючи 1,6 очок, 0,7 підбирань і 0,2 передачі.

## Досягнення
- Срібний призер чемпіонату Ізраїлю: 2018/2019
- Переможець чемпіонату України: 2019/2020